# Do (gmina Berkovići)
Do (cyr. До) – wieś w Bośni i Hercegowinie, w Republice Serbskiej, w gminie Berkovići. W 2013 roku liczyła 32 mieszkańców.